# Gymnasielärare
Gymnasielärare är i Sverige en person med en lärarexamen med inriktning mot gymnasieskolan. De är i första hand anställda vid en gymnasieskola, folkhögskola eller vid komvux.
Det finns grovt sett två typer av gymnasielärare i Sverige, gymnasielärare i yrkesämnen och gymnasielärare i allmänna ämnen; båda har en utbildning som omfattar ca. 90-330 hp beroende på undervisningsämnen. Det är vanligtvis så att en gymnasielärare undervisar i två ämnen.

## Facklig anslutning
De flesta gymnasielärare i Sverige är fackligt organiserade i Sveriges Lärare (Före 2023 Lärarförbundet eller Lärarnas Riksförbund). Åren 2017-2019 låg gymnasielärarnas fackliga organisationsgrad i intervallet 84-87 procent, varav i offentlig sektor 83-88 procent och i privat sektor 85-87 procent. Bland inrikes födda gymnasielärare var organisationsgraden 85-88 procent och bland utrikes födda 76-84 procent. Åren 2001-2003 var cirka 89-92 procent av gymnasielärarna fackligt anslutna. 